# Horpyna
Horpyna – bohaterka powieści Ogniem i mieczem Henryka Sienkiewicza. 
Siostra kozackiego pułkownika Dońca i przyjaciółka Bohuna. Znana jako wiedźma zamieszkująca potem w Czarcim Jarze (dzisiejsza dolina Waładynki w Mołdawii).
Według opisu Sienkiewicza była to ogromna dziewka wróżąca z koła młyńskiego. Po zdobyciu Baru, wraz ze służącym jej karłem, opiekowała się ukrywaną Heleną Kurcewiczówną. Bohunowi wywróżyła ślub z kniaziówną i godność hetmana, ostrzegając go też przed Małym rycerzem i tajemniczym zdrajcą. Miała wizje okropności wywołanych powstaniem Chmielnickiego. Zginęła w Czarcim Jarze zastrzelona przez Rzędziana, który podstępem zyskał jej zaufanie.
W przenośni określenie rosłej, mocarnej kobiety o cechach groźnych lub niepokojących
- W filmowej adaptacji Ogniem i mieczem z 1962 roku w roli Horpyny występowała Eleonora Vargas.
- W filmowej adaptacji Ogniem i mieczem z 1999 roku w tej roli wystąpiła Rusłana Pysanka.